# Lenguas alarodianas
Las lenguas alarodianas serían una supuesta macrofamilia dentro de las lenguas caucásicas que incluiría tanto a dos familias lingüísticas comprobadas:
- Lenguas caucásicas del nordeste.
- Lenguas hurrito-urartianas.

## Historia de la hipótesis alarodiana
La familia alarodiana fue propuesta inicialmente por Fritz Hommel (1854-1936). El término proviene del nombre que Heródoto usó para referirse al reino de Urartu. La conexión entre las lenguas caucásicas del nordeste y las lenguas caucásicas norcentrales se basó en similitudes fonéticas y gramaticales, tales como el alineamiento morfosintáctico de tipo ergativo.
Hoy en día sabemos que dichas similitudes podrían ser el resultado de convergencia lingüística típica de un área lingüística en formación. Por esa razón las similitudes señaladas no constituyen una prueba concluyente para demostrar la relación filogenética. Peor aún, ninguna de las características señaladas es exclusiva del área caucásica, por lo que ni siquiera puede argumentarse que haya existido un contacto especialmente estrecho entre las lenguas hurrita-urarteas y las lenguas caucásicas septentrionales.
Posteriormente K. Ostir (1921, 1922), y A. Svanidze (1937), G. Melikishvili (1965), I.M. Diakonov y S. A. Starostin (1986). Retomaron la idea de Hommel tratando de aportar evidencia léxica en favor de la hipótesis, ya que la evidencia léxica y las correspondencias fonéticas regulares son el único medio universalmente aceptado para probar un parentesto filogenético.

## Comparación léxica
Los numerales en hurrita-uraritano, comparados con los numerales en lenguas caucásicas son:<!R0>
| GLOSA | Hurrita-Urartiano | Hurrita-Urartiano | PROTO- CAUCÁSICO NOROR. | PROTO- CAUCÁSICO NOROCC. |
| GLOSA | Hurrita           | Urartiano         | PROTO- CAUCÁSICO NOROR. | PROTO- CAUCÁSICO NOROCC. |
| ----- | ----------------- | ----------------- | ----------------------- | ------------------------ |
| '1'   | šukki             |                   | *c(h)a                  | *za                      |
| '2'   | šin(a)            |                   | *qʷʼa                   | *tʼqʷʼa                  |
| '3'   | kig(a)            |                   | *ɬeb (?)                | *ɬːə                     |
| '4'   | tumni             |                   | *əmq(ʷ)ʼi               | *pʼɬʼa                   |
| '5'   | nariy(a)          |                   | *x̂ʷə                    | *sx̂ʷə                    |
| '6'   | šeže              |                   | *renɬə-                 | *ɬʷə                     |
| '7'   | šindi             |                   | *u̯ərδ (?)               | *bɮə                     |
| '8'   | kira/i            |                   | *mbərδ                  | *ɣa                      |
| '9'   | tamri/a           |                   | *wərčʼ                  | *bʒʷʲə                   |
| '10'  | eman              |                   | *wəcʼ                   | *bɕʼʷə                   |